# Cheerleaders
Cheerleaders er en dansk dokumentarfilm fra 2012 instrueret af Lærke Vindahl.

## Handling
Det første danske landshold i cheerleading forbereder sig til Cheerleading-VM i Disney World, Florida. Pomponer. Sløjfer. Glimmer. Sved. Tårer. Skader. Velkommen til en verden seeren næppe anede eksisterede.